# 29 febbraio
Il 29 febbraio (previsto solo negli anni bisestili) è il 60º giorno del calendario gregoriano. Mancano 306 giorni alla fine dell'anno. Un anno che ha il 29 febbraio è, per definizione, un anno bisestile.
Nel calendario gregoriano, questa data cade negli anni divisibili per quattro (per esempio, il 1992, il 1996, il 2004, il 2008), ma non in quelli divisibili per cento (per esempio, non furono bisestili il 1700, il 1800 e il 1900 e non lo sarà il 2100), a meno che questi non siano divisibili anche per 400 (sono dunque stati bisestili il 1600 e il 2000, e sarà bisestile, in futuro, anche il 2400).
Nel precedente calendario giuliano la regola era più semplice: avevano il 29 febbraio tutti, senza eccezione, gli anni divisibili per quattro.

## Il nome
Come s'è detto, un anno in cui il mese di febbraio conta 29 (e non 28) giorni è detto bisestile. Il nome deriva dal latino bis sextus, "due volte sesto", riferito al giorno aggiunto (non all'anno). D'altra parte, nell'antico calendario romano il giorno intercalato ogni quattr'anni era quello che seguiva il 24 febbraio. Era questo, per i romani, il bis sextus dies: "il sesto (sextus) giorno (dies) (prima delle calende di marzo), ripetuto" (bis, "due volte"). I romani, comprendendo la necessità di un giorno intercalare, scelsero il 24 di febbraio perché questo era, per loro, l'ultimo giorno dell'anno.
I giorni della settimana di un anno bisestile si ripetono ciclicamente ogni quattrocent'anni. Nella tabella di séguito è riportato il numero delle volte che il 29 di febbraio cade in ogni giorno della settimana, per i 97 giorni bisestili che ricorrono in un ciclo di 400 anni.
| Lunedì    | 15 volte |
| Martedì   | 13 volte |
| Mercoledì | 15 volte |
| Giovedì   | 13 volte |
| Venerdì   | 14 volte |
| Sabato    | 14 volte |
| Domenica  | 13 volte |
| Totale    | 97       |

## Eventi
- 1712 – In Svezia il 29 febbraio è seguito dal 30 febbraio, allo scopo di abolire il calendario svedese e tornare al calendario giuliano;
- 1720 – La regina Ulrike Eleonora di Svezia abdica;
- 1848 – Viene promulgata la Costituzione siciliana, firmata da Ferdinando II, re delle Due Sicilie;
- 1940
  - L'attrice Hattie McDaniel diventa la prima persona di colore a vincere il Premio Oscar durante la cerimonia dei Premi Oscar 1940;
  - La Finlandia inizia i negoziati di pace della Guerra d'inverno;
- 1944 – Seconda guerra mondiale: le isole dell'Ammiragliato vengono invase dagli statunitensi guidati dal generale Douglas MacArthur, nel corso dell'Operazione Brewer;
- 1960 – Un terremoto uccide un terzo della popolazione di Agadir in Marocco. L'evento sarà al centro del romanzo Agadir di Mohammed Khaïr-Eddine;
- 2004 – Una rivolta popolare obbliga il presidente di Haiti, Jean-Bertrand Aristide, a lasciare il paese.[1]

## Nati
Ci sono circa 330 voci su persone nate il 29 febbraio; vedi la pagina Nati il 29 febbraio per un elenco descrittivo o la categoria Nati il 29 febbraio per un indice alfabetico.

## Morti

### V secolo
- 468 - Papa Ilario, papa, vescovo e santo romano (n. 399)

### X secolo
- 992 - Osvaldo di Worcester, arcivescovo inglese

### XIV secolo
- 1384 - Hugues de Montrelais, cardinale e vescovo cattolico francese

### XV secolo
- 1460 - Alberto III di Baviera, nobile (n. 1401)
- 1472 - Antonia da Firenze, religiosa e badessa italiana

### XVI secolo
- 1592 - Giovanni Battista Santoni, vescovo cattolico e diplomatico italiano (n. 1529)
- 1592 - Alessandro Striggio, compositore italiano (n. 1540)
- 1596 - Pietro degli Angeli, umanista italiano (n. 1517)

### XVII secolo
- 1604 - Lucio Sassi, cardinale e vescovo cattolico italiano (n. 1521)
- 1604 - John Whitgift, arcivescovo anglicano britannico (n. 1530)

### XVIII secolo
- 1712 - Johann Conrad Peyer, anatomista svizzero (n. 1653)
- 1724 - Vincenzo Durazzo, doge italiano (n. 1635)
- 1732 - André-Charles Boulle, ebanista francese (n. 1642)
- 1740 - Pietro Ottoboni, cardinale italiano (n. 1667)
- 1744 - John Theophilus Desaguliers, scienziato e religioso inglese (n. 1683)
- 1760 - Giuseppe Monti, botanico italiano (n. 1682)
- 1768 - Ignazio Michele Crivelli, cardinale e arcivescovo cattolico italiano (n. 1698)
- 1788 - Pasquale Acquaviva d'Aragona, cardinale italiano (n. 1718)
- 1792 - Johann Andreas Stein, artigiano tedesco (n. 1728)
- 1796 - Ernst Wilhelm Stibolt, ingegnere e militare danese (n. 1741)

### XIX secolo
- 1804 - Ludovico Flangini, cardinale, patriarca cattolico e filologo classico italiano (n. 1733)
- 1811 - Antonio Colacino, brigante italiano (n. 1787)
- 1820 - Johann Joachim Eschenburg, critico letterario e storico tedesco (n. 1743)
- 1848 - Louis-François Lejeune, generale, pittore e litografo francese (n. 1775)
- 1856 - Augusto Chapdelaine, missionario francese (n. 1814)
- 1856 - Raffaele de Cosa, ammiraglio italiano (n. 1778)
- 1868 - Elena Montecchi Torti, poetessa e patriota italiana (n. 1814)
- 1876 - Remigio Del Grosso, astronomo e poeta italiano (n. 1813)
- 1876 - Joseph van Lerius, pittore belga (n. 1823)

### XX secolo
- 1904 - Henri Joseph Anastase Perrotin, astronomo francese (n. 1845)
- 1908 - John Hope, I marchese di Linlithgow, politico britannico (n. 1860)
- 1912 - Heinrich Nissen, storico tedesco (n. 1839)
- 1916 - Christian Beck, scrittore e poeta belga (n. 1879)
- 1916 - Ferruccio Benini, attore teatrale italiano (n. 1854)
- 1916 - Francesco Taddei, falsario e criminale sammarinese (n. 1834)
- 1920 - Nicola Alongi, sindacalista italiano (n. 1863)
- 1922 - Karl Isakson, pittore svedese (n. 1878)
- 1924 - Emily Ruete, principessa tanzaniana (n. 1844)
- 1924 - John Sands, calciatore inglese (n. 1859)
- 1928 - Adolphe Appia, scenografo svizzero (n. 1862)
- 1928 - Ina Coolbrith, poetessa, scrittrice e giornalista statunitense (n. 1841)
- 1928 - Armando Diaz, generale italiano (n. 1861)
- 1932 - Cosimo Canovetti, ingegnere italiano (n. 1857)
- 1932 - Ramon Casas, pittore spagnolo (n. 1866)
- 1932 - George Claridge Druce, botanico inglese (n. 1850)
- 1932 - Vladimir Michajlovič Golicyn, politico russo (n. 1847)
- 1932 - Giuseppe Vitali, matematico italiano (n. 1875)
- 1936 - Francesco Battista, militare italiano (n. 1897)
- 1936 - Gino Forlani, militare italiano (n. 1911)
- 1936 - Harry Knowles, attore statunitense (n. 1878)
- 1936 - Leonardo Magnani, militare italiano (n. 1911)
- 1936 - Giovanni Marini, militare italiano (n. 1911)
- 1936 - Alessandro Paoli, militare italiano (n. 1897)
- 1936 - Francesco Positano, militare italiano (n. 1889)
- 1940 - Aage di Rosenborg, principe danese (n. 1887)
- 1940 - Edward Frederic Benson, scrittore inglese (n. 1867)
- 1944 - Helge Almquist, storico svedese (n. 1880)
- 1944 - Félix Fénéon, giornalista francese (n. 1861)
- 1944 - Pehr Evind Svinhufvud, giurista e politico finlandese (n. 1861)
- 1948 - François Sevez, militare francese (n. 1891)
- 1952 - Roger-Henri-Marie Beaussart, arcivescovo cattolico francese (n. 1879)
- 1956 - Elpidio Quirino, politico filippino (n. 1890)
- 1956 - Simón Radowitzky, anarchico russo (n. 1891)
- 1960 - Igino Coffari, prefetto e politico italiano (n. 1874)
- 1960 - Francesco Lupi, pittore e decoratore italiano (n. 1897)
- 1960 - Melvin Purvis, avvocato e poliziotto statunitense (n. 1903)
- 1964 - Frank Albertson, attore statunitense (n. 1909)
- 1964 - Anchise Brizzi, direttore della fotografia italiano (n. 1887)
- 1964 - Koloman von Pataky, tenore ungherese (n. 1896)
- 1968 - Paolo Gennari, canottiere italiano (n. 1908)
- 1968 - Enrico Pistolesi, matematico, ingegnere e politico italiano (n. 1889)
- 1972 - Giulio Bonnard, compositore italiano (n. 1885)
- 1972 - Pietro Ubaldi, filosofo e teologo italiano (n. 1886)
- 1976 - Thomas Lance, pistard britannico (n. 1891)
- 1976 - Remigio Milano, calciatore italiano (n. 1899)
- 1976 - Izaak Opatowski, ingegnere e matematico polacco (n. 1905)
- 1980 - Yigal Allon, politico e generale israeliano (n. 1918)
- 1980 - Gil Elvgren, illustratore e pittore statunitense (n. 1914)
- 1980 - Werner Keller, scrittore e saggista tedesco (n. 1909)
- 1980 - Doug Kistler, cestista statunitense (n. 1938)
- 1980 - Nino Oliviero, compositore italiano (n. 1918)
- 1980 - Carlo Rossi, vescovo cattolico italiano (n. 1890)
- 1984 - Meyer Dolinsky, sceneggiatore statunitense (n. 1923)
- 1984 - Henri Guerre, calciatore francese (n. 1885)
- 1984 - Dino Perego, pedagogista italiano (n. 1921)
- 1988 - Kåre Walberg, saltatore con gli sci norvegese (n. 1912)
- 1988 - Karl Zimmer, fisico e genetista tedesco (n. 1911)
- 1991 - Daigorō Kondō, calciatore giapponese (n. 1907)
- 1992 - Ada Colangeli, attrice italiana (n. 1913)
- 1992 - Don Heinrich, giocatore di football americano statunitense (n. 1930)
- 1992 - Ferenc Karinthy, scrittore, linguista e drammaturgo ungherese (n. 1921)
- 1992 - Roberto Rebora, poeta, traduttore e critico teatrale italiano (n. 1910)
- 1992 - Margaret Thompson, numismatica statunitense (n. 1911)
- 1996 - Federico Barbaro, missionario e traduttore italiano (n. 1913)
- 1996 - Jean Boisselier, archeologo francese (n. 1912)
- 1996 - Shams Pahlavi, principessa iraniana (n. 1917)
- 1996 - Clint Wager, giocatore di football americano e cestista statunitense (n. 1920)
- 1996 - Mario Zagari, giornalista, politico e partigiano italiano (n. 1913)
- 2000 - Dennis Danell, chitarrista e produttore discografico statunitense (n. 1961)
- 2000 - Karen Hoff, canoista danese (n. 1921)
- 2000 - Umberto Pagliacci, politico italiano (n. 1930)

### XXI secolo
- 2004 - Oleksandr Bereš, ginnasta ucraino (n. 1977)
- 2004 - Dana Broccoli, attrice e scrittrice statunitense (n. 1922)
- 2004 - Marc Cavell, attore e cantante statunitense (n. 1939)
- 2004 - Danny Ortiz, calciatore guatemalteco (n. 1976)
- 2008 - Vitalij Vasil'evič Fedorčuk, politico, generale e poliziotto sovietico (n. 1918)
- 2008 - Alain Gottvallès, nuotatore francese (n. 1942)
- 2008 - Ralph Hansch, hockeista su ghiaccio canadese (n. 1924)
- 2008 - Jan Lambert Wirix-Speetjens, vescovo vetero-cattolico belga (n. 1946)
- 2012 - Roberto Arnaldi, conduttore radiofonico, paroliere e cantante italiano (n. 1941)
- 2012 - Davy Jones, musicista, cantante e attore britannico (n. 1945)
- 2012 - Sheldon Moldoff, fumettista e animatore statunitense (n. 1920)
- 2012 - Luis Villa, cestista argentino (n. 1936)
- 2016 - Rudy Bukich, giocatore di football americano statunitense (n. 1930)
- 2016 - Adriana Fiorentini, fisica e fisiologa italiana (n. 1926)
- 2016 - Hannes Löhr, calciatore e allenatore di calcio tedesco (n. 1942)
- 2016 - Francis Xavier Osamu Mizobe, vescovo cattolico giapponese (n. 1935)
- 2016 - José Parra Martínez, calciatore spagnolo (n. 1925)
- 2016 - Maria Terrile Vietz, attrice teatrale e scrittrice italiana (n. 1926)
- 2020 - Avraham Barkai, storico e saggista israeliano (n. 1921)
- 2020 - Elisabetta Imelio, musicista e cantante italiana (n. 1975)
- 2020 - Dieter Laser, attore tedesco (n. 1942)
- 2020 - Fiona MacCarthy, biografa e storica britannica (n. 1940)
- 2020 - Paolo Marcora, calciatore italiano (n. 1932)
- 2020 - Luis Alfonso Mendoza, doppiatore e direttore del doppiaggio messicano (n. 1964)
- 2020 - Éva Székely, nuotatrice ungherese (n. 1927)
- 2024 - David Bordwell, storico del cinema, critico cinematografico e blogger statunitense (n. 1947)
- 2024 - Tor Enge, calciatore norvegese (n. 1945)
- 2024 - Ruth Henig, politica e storica britannica (n. 1943)
- 2024 - Rocco Maggi, politico italiano (n. 1948)
- 2024 - Pietro Mazzola, botanico e biologo italiano (n. 1945)
- 2024 - Brian Mulroney, avvocato, imprenditore e politico canadese (n. 1939)
- 2024 - Ali Hassan Mwinyi, politico tanzaniano (n. 1925)
- 2024 - Jean-Luc Pinel, sciatore alpino francese (n. 1947)
- 2024 - Paolo e Vittorio Taviani, regista e sceneggiatore italiano (n. 1931)
- 2024 - Paul Vachon, wrestler e politico canadese (n. 1937)

## Feste e ricorrenze

### Civili
Nazionali:
- Giornata mondiale delle malattie rare

### Religiose
Cristianesimo (negli anni non bisestili si festeggiano il 28 febbraio):
- Sant'Augusto Chapdelaine, martire in Cina
- Sant'Ilario, papa
- Sant'Oswald di Worcester, arcivescovo di York e di Worcester
- Beata Antonia da Firenze, badessa

## Curiosità
- Una tradizione di origine nordica stabilisce che le donne possono dichiararsi agli uomini in questo giorno, a patto di presentarsi con in mano una cucurbitacea (come uno zucchino) e che, una volta dichiarate, dovranno baciare tre volte[2].
- Il programma Excel prevede l'esistenza del 29 febbraio 1900. Questo è un bug che è noto con il nome di Bug dell'anno bisestile. Questo vuol dire anche che i giorni fino al 1º marzo 1900 sono sbagliati[3][4][5].